# La Chapelle-Saint-Rémy
La Chapelle-Saint-Rémy är en kommun i departementet Sarthe i regionen Pays de la Loire i nordvästra Frankrike. Kommunen ligger i kantonen Tuffé som tillhör arrondissementet Mamers. År 2022 hade La Chapelle-Saint-Rémy 998 invånare.

## Befolkningsutveckling
Antalet invånare i kommunen La Chapelle-Saint-Rémy
| Referens: INSEE |